# Thyopsella dictyophora
Thyopsella dictyophora är en kvalsterart som beskrevs av Cook 1955. Thyopsella dictyophora ingår i släktet Thyopsella och familjen Thyasidae. Inga underarter finns listade i Catalogue of Life.